# Cerro de las Mesas

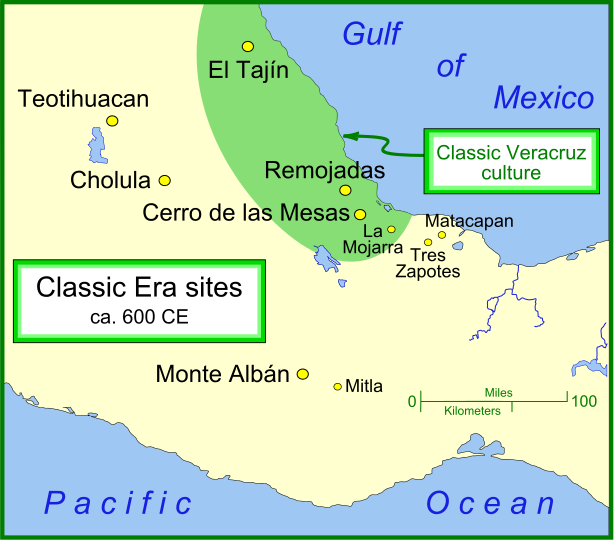
Cerro de las Mesas i inne miasta Olmeków

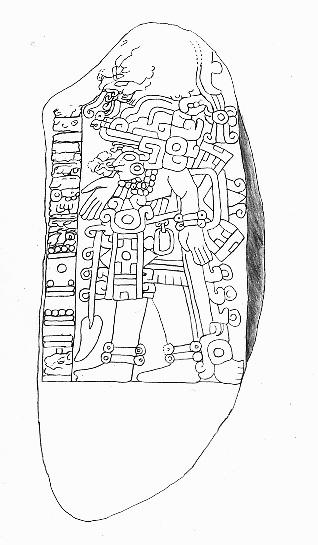
Stela nr 6 z Cerro de las Mesas

Cerro de las Mesas – osiedle prekolumbijskie położone w stanie Veracruz w Meksyku, ok. 50 km na południe od miasta Veracruz.
Położony nad Zatoką Meksykańską, w basenie rzeki Río Papaloapan, w centrum dawnych ziem olmeckich ośrodek rozwijał się od ok. 600 p.n.e. do ok. 900 n.e. Między 300 a 600 rokiem naszej ery było to potężne osiedle, dominujące nad okolicą. Na stanowisku zachowały się liczne kopce piramidalne, dwa boiska do gry w ullamaliztli oraz płaskorzeźbione stele z inskrypcjami, częściowo zawierającymi znaki pisma epi-olmeckiego. Na dwóch ze stel, oznaczonych numerami 6 i 8, zapisano daty w długiej rachubie, odpowiadające latom 468 i 533 w kalendarzu gregoriańskim. Pod schodami jednej z budowli odkryto bogaty depozyt ofiarny, zawierający prawie 800 przedmiotów wykonanych z jadeitu i serpentynu.
Cerro de las Mesas było jednym z centrów kultury epi-olmeckiej, która rozwinęła się po upadku właściwej kultury olmeckiej, wraz z La Mojarra, Matacapan, Laguna de los Cerros i Tres Zapotes.